# Grand Séminaire de Québec
Ne doit pas être confondu avec Séminaire de Québec.
Le Grand Séminaire de Québec a été fondé en 1663 par le premier évêque en Nouvelle-France, François de Laval afin de former des prêtres pour ce nouveau territoire.

## Historique

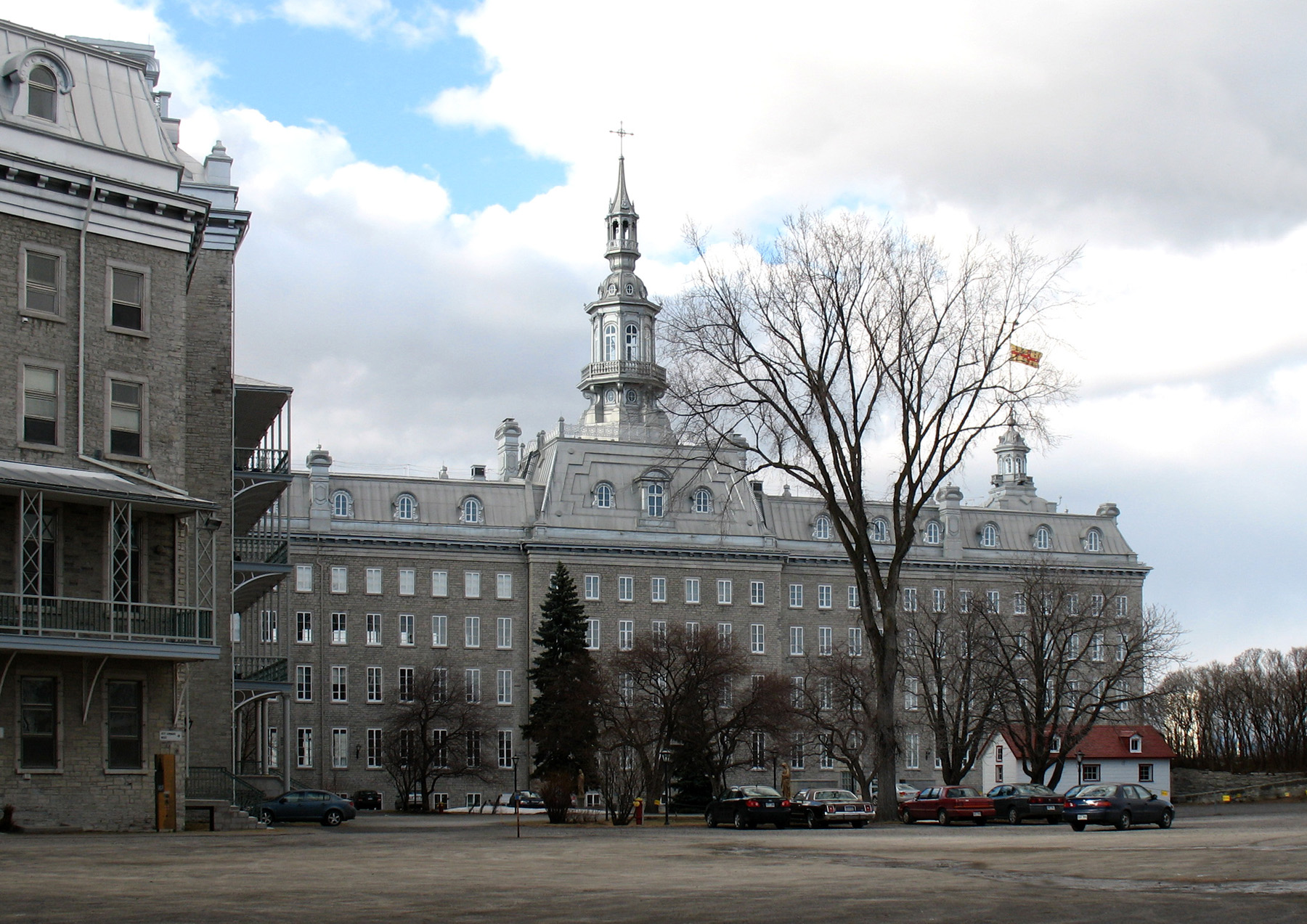
Ancien Grand Séminaire de Québec dans le Vieux-Québec

Le Grand Séminaire de Québec a été fondé en même temps que la communauté des prêtres du Séminaire de Québec car, dans l'Acte de fondation du Séminaire de Québec, François de Montmorency-Laval réunit ses prêtres en société d'abord pour veiller à la formation des futurs prêtres. Il était situé, jusqu’en 2018, dans l’ensemble des édifices du Séminaire de Québec du Vieux-Québec.
Ancien Grand Séminaire vers 1900, photos de Livernois

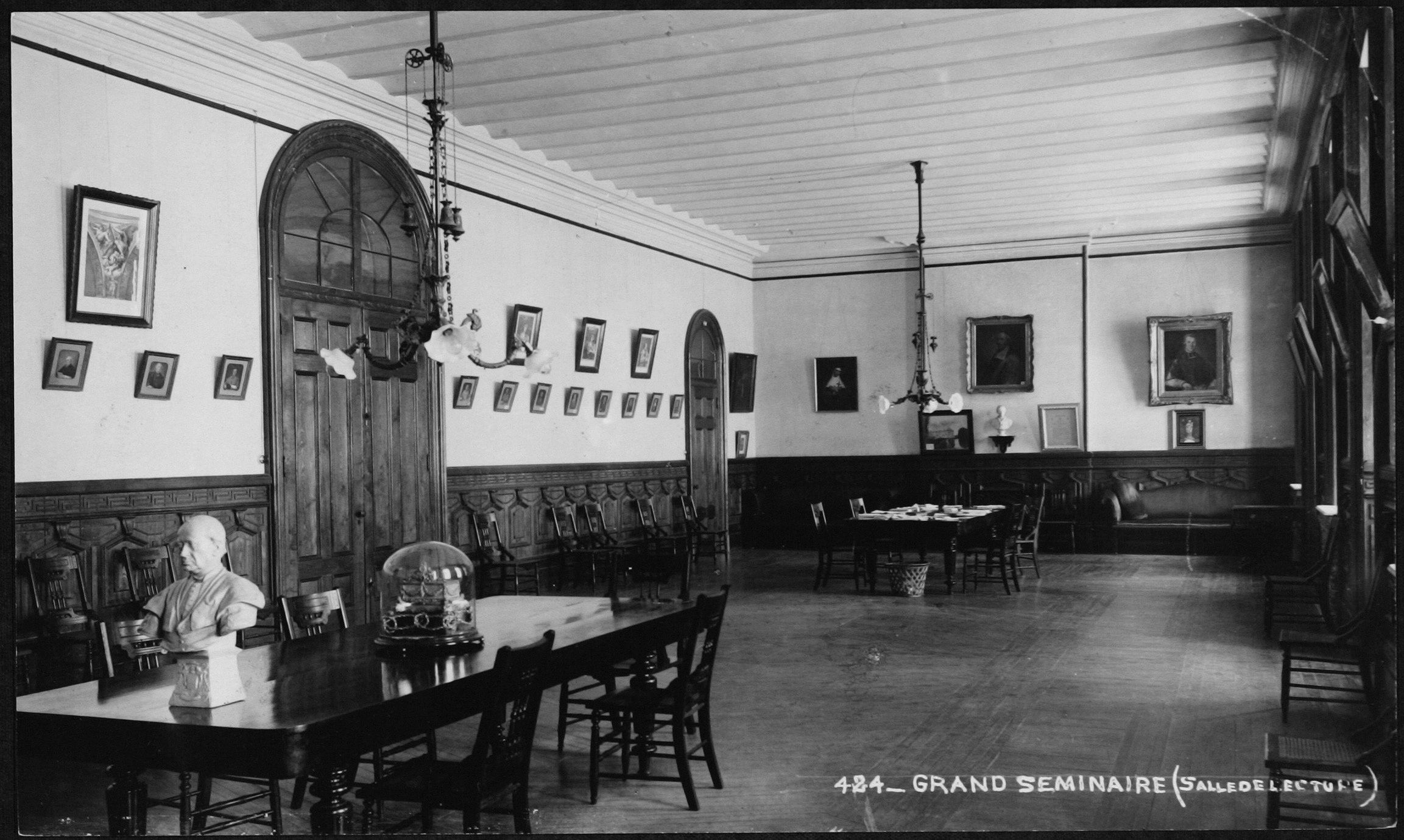
Salle de lecture
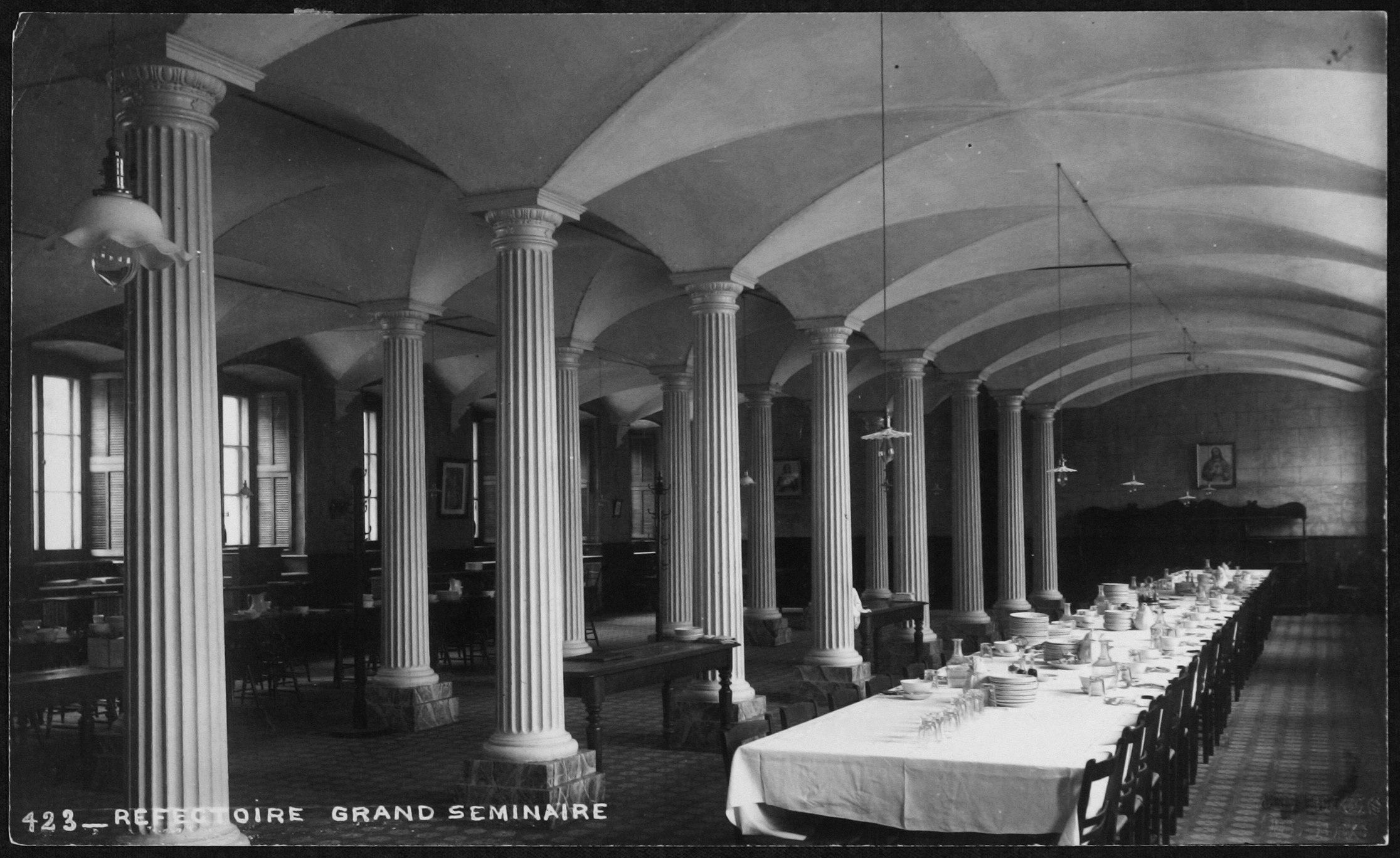
Réfectoire
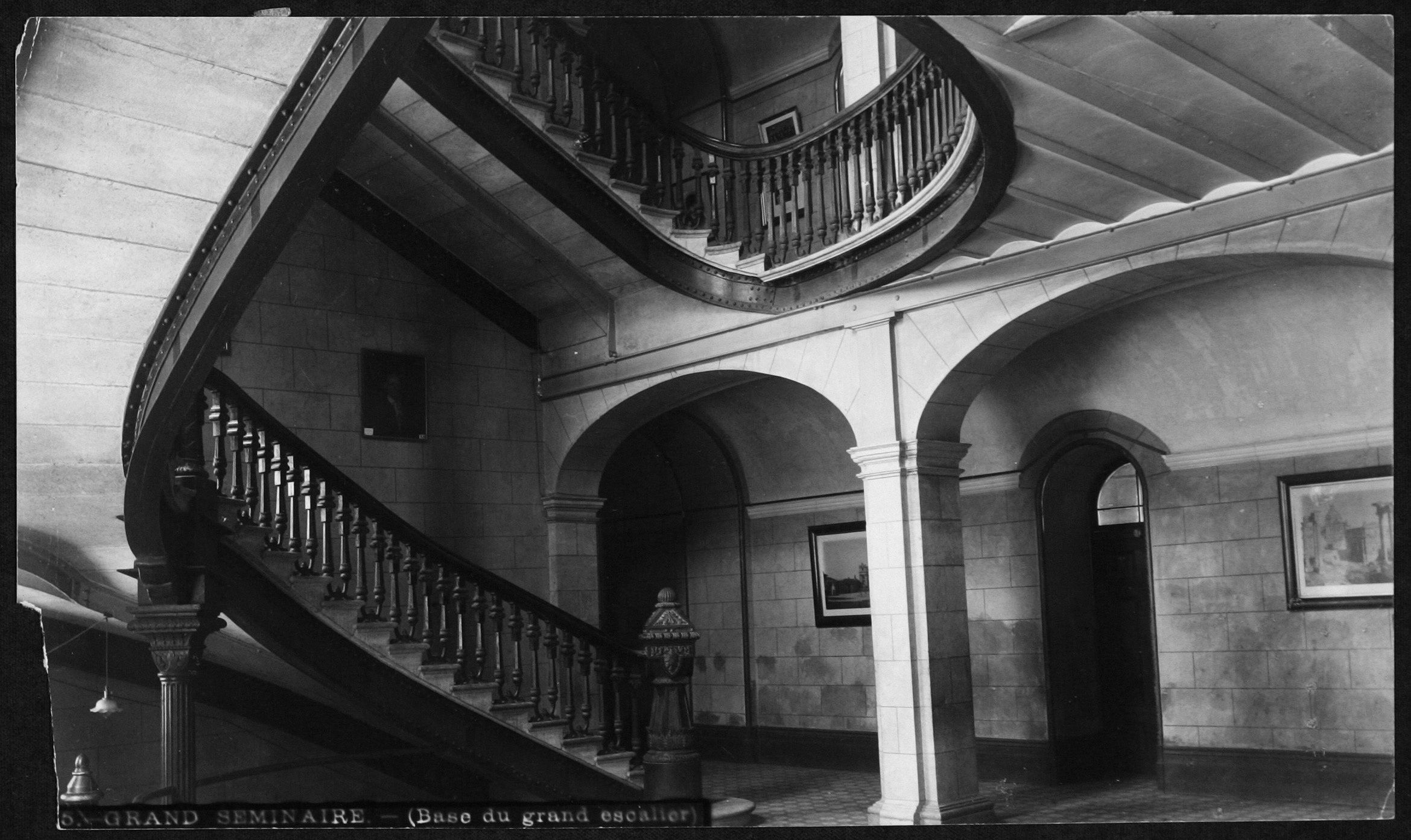
Grand escalier

Aujourd'hui, plusieurs diocèses francophones du Canada envoient leurs séminaristes en formation au Grand Séminaire de Québec. Les cours de théologie sont dispensés par l'Université Laval. La formation spirituelle, liturgique et humaine est donnée par une équipe de prêtres et de laïques. Pour une histoire détaillée, voir les pages créées pour le 325e anniversaire du Grand Séminaire de Québec en 1988.

### Nouvelle demeure
Le cardinal Gérald Cyprien Lacroix, archevêque de Québec, procède le 23 septembre 2018 à la bénédiction de la nouvelle demeure du Grand Séminaire où se poursuit la formation des futurs prêtres. Cette maison, connue auparavant sous le nom de Résidence Notre-Dame-de-Recouvrance, située au 233, avenue Giguère à Vanier dans l’arrondissement Les Rivières, abritait une quinzaine de religieuses de la communauté des Sœurs du Bon Pasteur de la Divine Providence de Québec qui ont quitté les lieux.

## Étapes de formation
La première étape est une année de préparation permettant au séminariste d'acquérir la formation de base nécessaire afin de faire suite au projet de devenir prêtre. Elle se termine avec le rite d'admission, qui confirme l'entrée officielle du séminariste à la formation au sacerdoce.
La deuxième étape a une durée approximative de trois ans, où le séminariste complète ses études au baccalauréat en théologie. Il devra de plus acquérir de l'expérience pastorale en participant à des activités extérieure du séminaire. Les ministères du lectorat et de l'acolytat peuvent être demandé par le candidat pendant la deuxième étape.
La troisième étape se vit en paroisse pendant deux ans. Le séminariste doit travailler en collaboration avec une équipe de prêtres, diacres et laïques engagés dans l'animation pastorale d'une paroisse. Le séminariste est évalué par le Grand Séminaire.
La quatrième étape se veut un retour sur l'expérience du stage en paroisse, et la continuité des études en théologie mais cette fois au second cycle. Normalement, cette étape a une durée d'une ou deux années. Le séminariste sera ordonné diacre pendant ou à la fin de cette étape.
Au minimum six mois doivent s'écouler entre l'ordination au diaconat et l'ordination au presbytérat. Cette dernière ordination marque la fin du cheminement en tant que séminariste.

## Hommages toponymiques
L'avenue du Séminaire a été nommée en l'honneur de cette institution, en 1970, dans l'ancienne ville de Sainte-Foy. Entre 1958 et 1980, le Grand Séminaire était présent sur les terrains jouxtant l'Université Laval. Depuis 1980, une nouvelle vocation à cet édifice pour devenir un édifice de l'Université Laval et devenir le Pavillon Louis-Jacques-Casault .